# Grizzo
Vitalino Adolfo Barzotto mais conhecido como Grizzo (Ibirubá, 15 de junho de 1963), é um treinador e ex-futebolista brasileiro, que atuava como meio campo.

## Carreira

### Jogador
Grizzo começou sua carreira atuando no futsal, foi anos depois para equipe de base do São Paulo em 1980/81 (juvenil e juniores) e recomeçou anos depois no Paraná Clube, foi uma espécie de amador no meio profissional, sem empresários e sem marketing.
Em 1988, foi destaque do Paraná Clube (que na época se chamava Colorado EC).
O Criciúma o contratou em agosto de 1988 e chegou para disputar o Campeonato Brasileiro da Série A. Com 25 anos de idade conquistou o Tri-Estadual com o tigre (1989/1990/1991) e a Copa do Brasil 1991. Seu jogo de despedida no Criciúma foi contra o São Paulo pela Taça Libertadores da América de 1992 e no Campeonato Brasileiro, contra o Grêmio em 1992 com o placar 1 x 1 no Estádio Olímpico Monumental. Na época o time era comandado pelo treinador Luiz Felipe Scolari.
Saindo do Criciúma, foi defender o Bahia, logo em seguida acertou jogar no Hercílio Luz de Santa Catarina. 
Em 1993, atuou ao lado de Juninho Paulista, Alfinete e o goleiro Maizena, pelo Ituano Futebol Clube; as boas atuações pelo Ituano, fizeram com que Grizzo fora contratado pelo Botafogo do Rio de Janeiro, disputando a Recopa Sul-americana pelo clube carioca.
No ano seguinte atuou pelo EC Pelotas. Logo após, passou ainda por Náutico, Chapecoense e pela Ponte Preta, aonde foi vice-campeão brasileira da série B em 1997.
No ano de 1998 mais uma importante marca em sua carreira. Grizzo foi contratado pelo Avaí e ajudou a levar o time ao título do Campeonato Brasileiro da Série C.
No ano 2000, vai para o Passo Fundo aonde encerrou a carreira no ano seguinte.

### Técnico
Em 2007, Grizzo teve a oportunidade de “estagiar” como auxiliar técnico no Criciúma, que estava sob o comando do treinador Gélson da Silva, que haveria convidado-o ambos colegas de meio campo no Criciúma de 1991/92. A experiência foi realmente proveitosa de uma importância fundamental.
A primeira experiência a frente de um clube veio em 2008, quando assumiu o Imbituba. Sua permanência no clube durou pouco.
Em 2009, Grizzo foi treinador da equipe Hercílio Luz aonde já atuou como jogador. Após pouco mais de dois meses a frente do time e com uma campanha de oito jogos, sendo cinco vitórias e três derrotas, Grizzo foi demitido do clube.
Após isso, foi técnico do Clube Atletico Tubarão, ano depois também treinou o Panambi Esporte Clube, e partir de 2016, retornou ao Criciúma Esporte Clube para fazer parte da comissão técnica permanente do clube onde ficou até o ano de 2021, atuou como observador técnico, técnico do time sub-20 na Copa São Paulo de Futebol Junior, teve oportunidades de estar a frente da equipe profissional do Criciúma Esporte Clube no Campeonato Catarinense.

## Títulos

### Jogador
Pato Branco
- Campeão Paranaense Série B: 1986

Criciúma
- Campeão Catarinense: 1989, 1990, 1991
- Campeão da Copa do Brasil - 1991

Avaí
- Campeão Brasileiro da Série C - 1998